# Ruby Modine

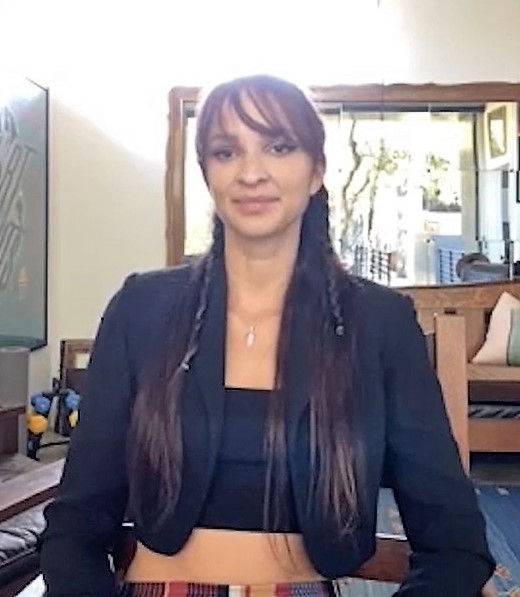
Ruby Modine, 2021

Ruby Wylder Rivera Modine (* 31. Juli 1990 in Loma Linda, Kalifornien) ist eine US-amerikanische Sängerin, Schauspielerin und Tänzerin.
Sie ist bekannt durch ihren Auftritt als Sierra in Shameless und durch ihre Rolle als Lori Spengler in Happy Deathday im Jahr 2017.

## Leben
Modine ist die Tochter von Caridad Rivera, einer Make-up- und Kleider-Stylistin, und dem Schauspieler Matthew Modine. Ihre Mutter stammt aus Puerto Rico und hat afrikanische Vorfahren. Ihr Bruder Boman ist Regieassistent für Filme.

## Karriere
Erste Internationale Bekanntheit erreichte Modine durch ihren Auftritt als Sierra, in der siebten Staffel von Shameless, als neue Kellnerin in dem von Fiona geleiteten Café und später als Freundin von Lip.
2017 spielte sie an der Seite von Jessica Rothe und Israel Broussard die Rolle der Lori Spengler in dem Film Happy Deathday.

## Filmografie

### Film
| Jahr | Name                                   | Rolle                           | Notizen  |
| ---- | -------------------------------------- | ------------------------------- | -------- |
| 2008 | Mia and the Migoo                      | Mädchen auf der Brücke (Stimme) |          |
| 2012 | Somebody                               | Somebody                        | Kurzfilm |
| 2016 | Super Sex                              | Julie                           | Kurzfilm |
| 2017 | Central Park                           | Sessa                           |          |
| 2017 | Happy Deathday                         | Lori Spengler                   |          |
| 2019 | Happy Deathday 2U (Happy Death Day 2U) |                                 |          |
| 2019 | Satanic Panic                          | Judi Ross                       |          |
| 2021 | The Survivalist                        | Sarah                           |          |
| 2021 | On Our Way                             | Lily                            |          |
| TBA  | My Love Affair with Marriage           | Nina (Stimme)                   |          |

### Fernsehen
| Jahr      | Name      | Rolle        | Notizen              |
| --------- | --------- | ------------ | -------------------- |
| 2015      | Gypsi     | Eden LeCroix | 2 Episoden           |
| 2016–2021 | Shameless | Sierra       | wiederkehrende Rolle |